# SYSMIN
SYSMIN (fr. Système de Stabilisation de Recettes d'Exportation de Produits Miniers) – System Stabilizacji Cen Surowców Mineralnych.
System wprowadzony przez konwencję z Lomé z 1979, umożliwiający udzielanie technicznej i finansowej pomocy przez Wspólnotę Europejską krajom AKP w zakresie utrzymania poziomu i modernizacji metod wydobycia surowców mineralnych. 
Systemy STABEX i SYSMIN współtworzyły platformę pomocy Wspólnoty Europejskiej krajom AKP. W 2000 r. zostały zniesione przez porozumienie z Kotonu.